# VF-15
Il Fighter Squadron 15 o VF-15 fu un'unità dell'aviazione della Marina degli Stati Uniti. Istituito originariamente il 1º settembre 1943, venne sciolto il 20 ottobre 1945.

## Storia operativa
Il 20 giugno 1944, mentre era schierato sulla USS Essex, lo squadrone partecipò al Marianas Turkey Shoot e il comandante dell'Air Group 15 (AG-15) il Cpt David McCampbell abbatté 9 aerei giapponesi.

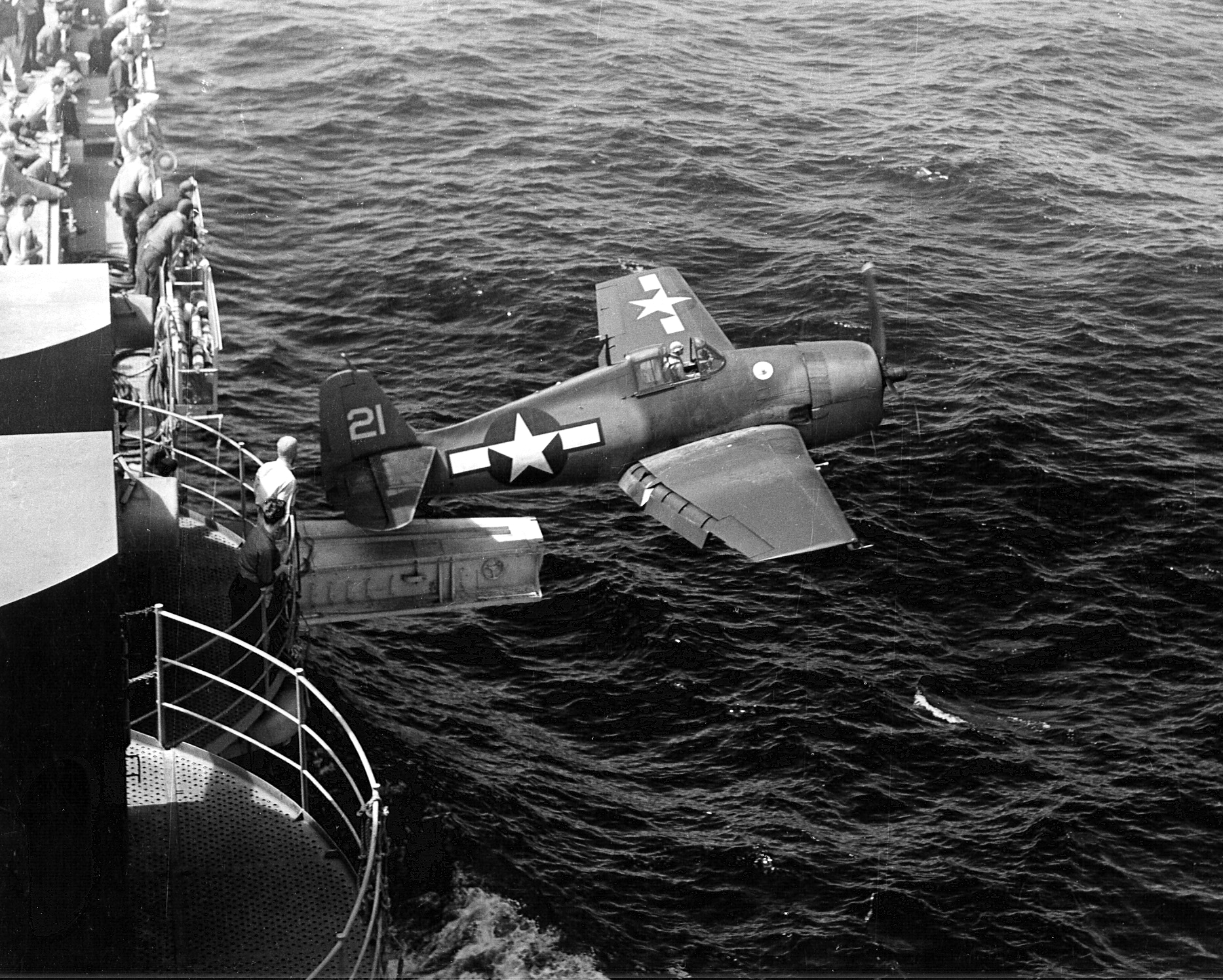
Un F6F-3 del VF-16 viene lanciato dalla catapulta del ponte dell'hangar della USS Hornet nel febbraio 1944